# Knocklyon
Knocklyon är en ort i republiken Irland. Den ligger i den östra delen av landet, 8 km sydväst om huvudstaden Dublin. Knocklyon ligger 87 meter över havet och antalet invånare är 14 628.
Terrängen runt Knocklyon är kuperad söderut, men norrut är den platt. Runt Knocklyon är det tätbefolkat, med 319 invånare per kvadratkilometer. Närmaste större samhälle är Dublin, 8,0 km nordost om Knocklyon. Runt Knocklyon är det i huvudsak tätbebyggt.